# تسایتاین
تسایتاین (به آلمانی: Zeithain) یک شهر در آلمان است که در مایسن واقع شده‌است. تسایتاین ۶٬۴۹۱ نفر جمعیت دارد.

## نگارخانه

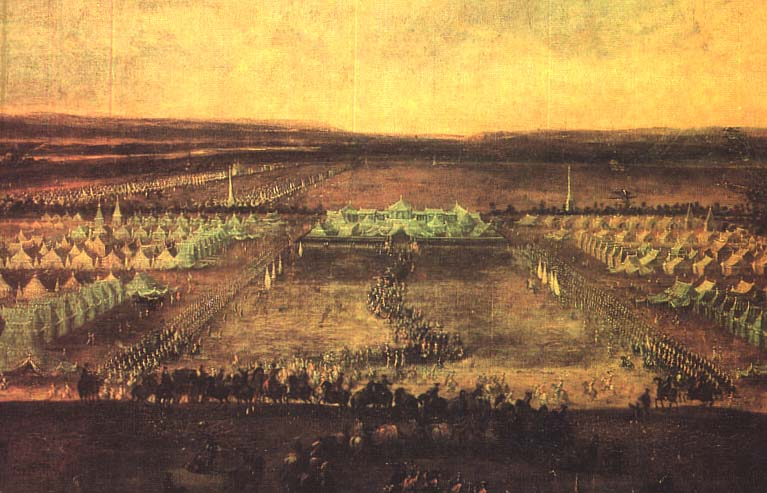
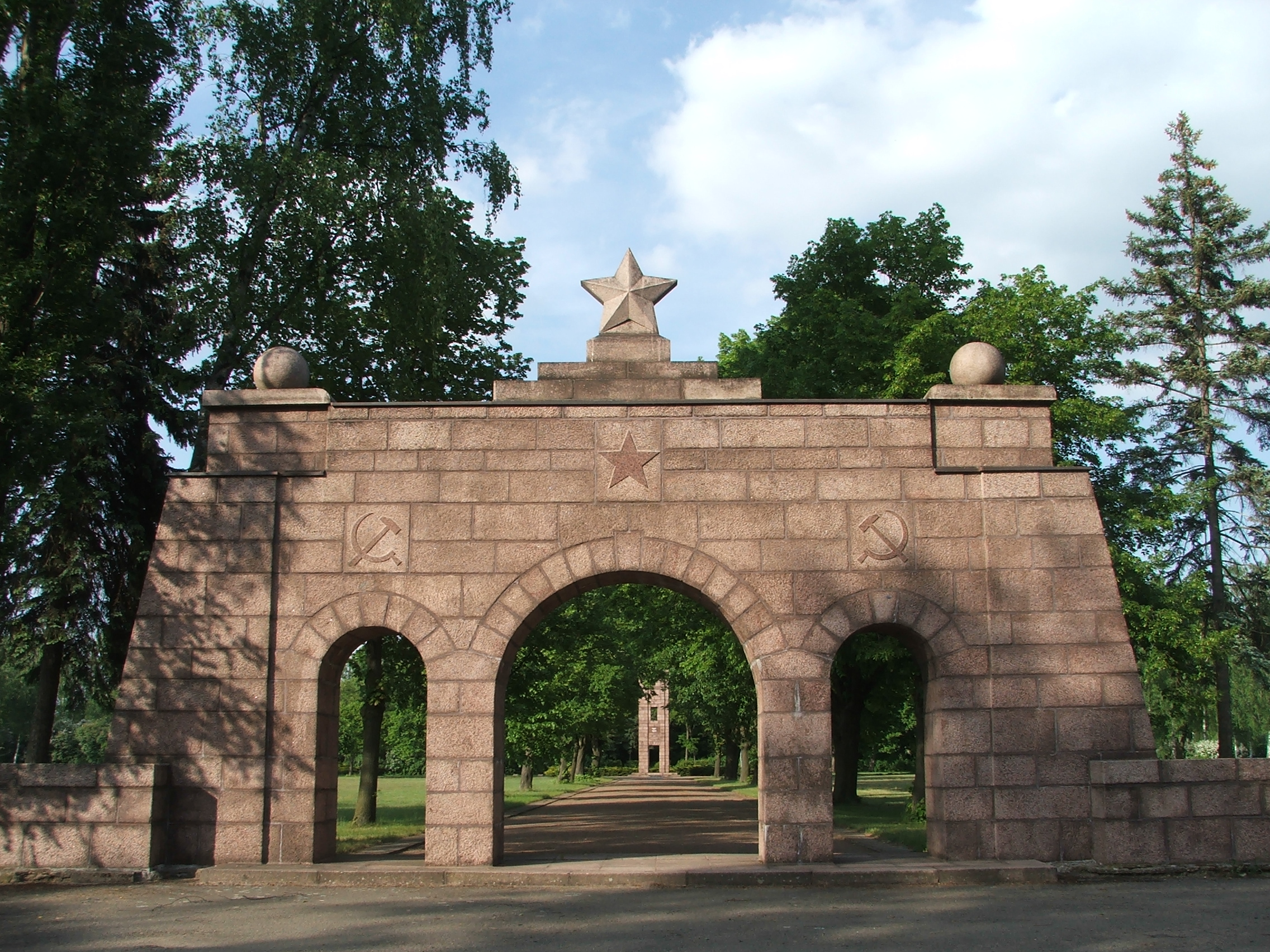
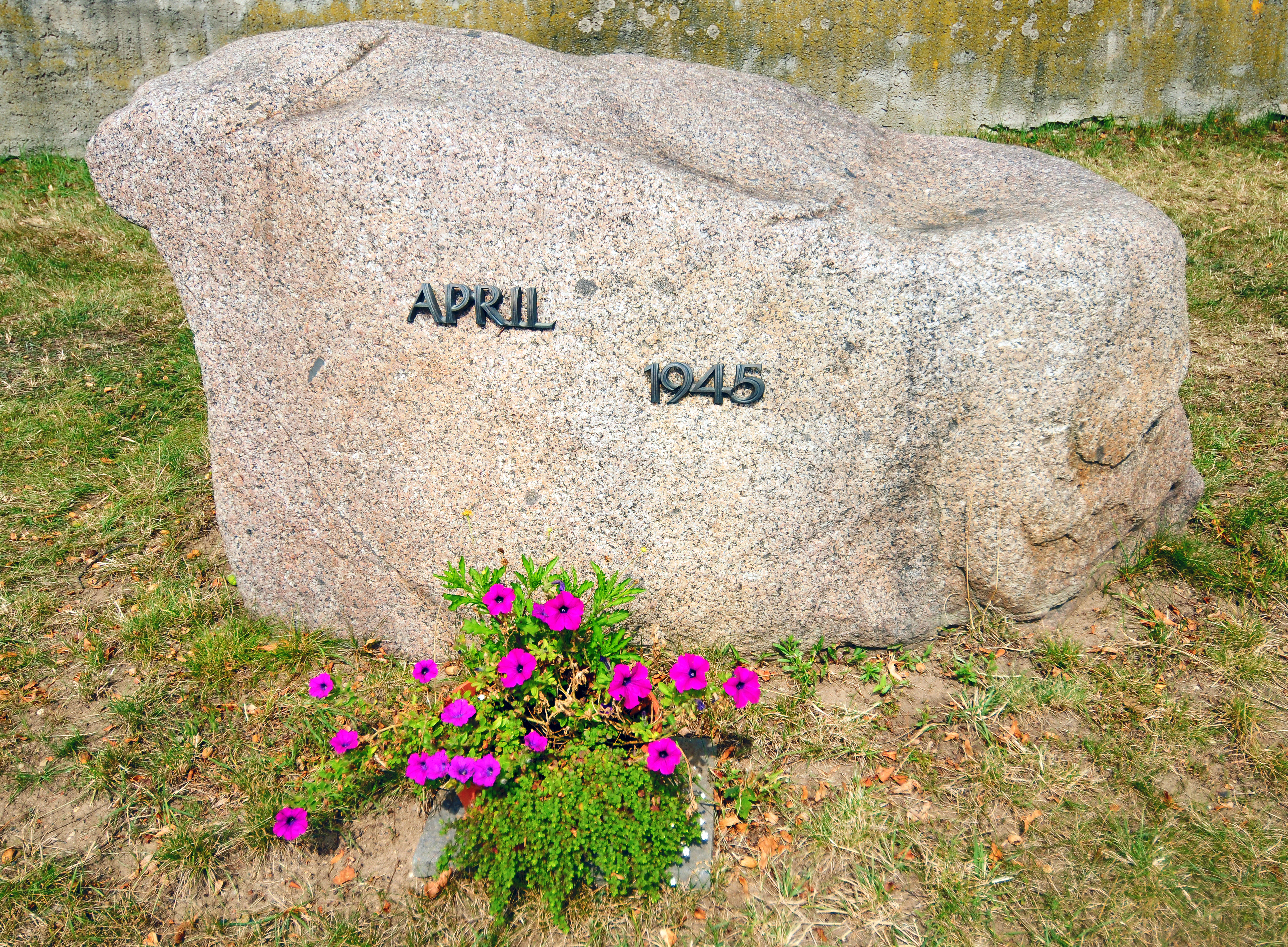
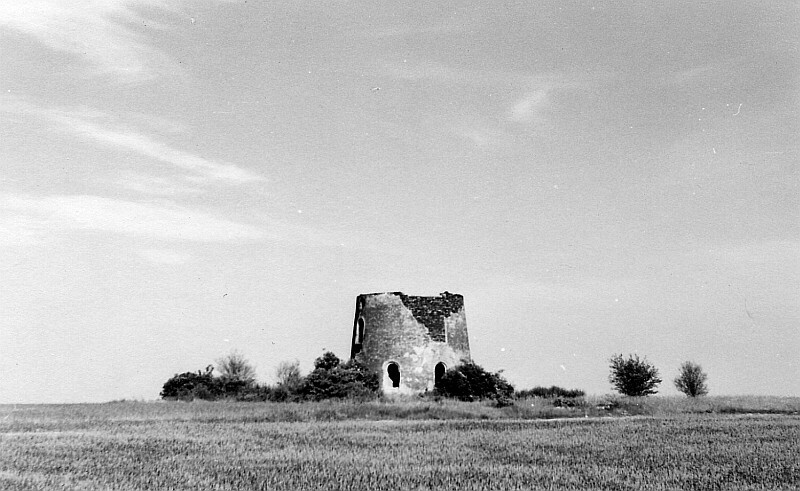